# Convention de Reichstadt

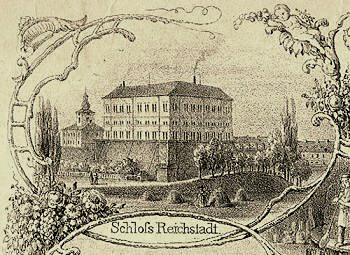
Schloß Reichstadt, lithographie, 1853.

La Convention de Reichstadt ou accord de Reichstadt est un accord conclu entre l'Autriche-Hongrie et la Russie en juillet 1876, qui étaient alors en alliance les uns avec les autres et avec l'Allemagne dans la Ligue des Trois Empereurs, ou Dreikaiserbund. Étaient présents les empereurs russes et austro-hongrois ainsi que leurs ministres des Affaires étrangères, le prince Gortchakov de Russie et le comte Andrassy d'Autriche-Hongrie. La réunion à huis clos a eu lieu le 8 juillet dans la ville de Bohème de Reichstadt (aujourd'hui Zákupy). Ils se sont mis d'accord sur une approche commune de la solution de la Question d'Orient, en raison des troubles dans l'Empire ottoman et des intérêts des deux grandes puissances des Balkans. Ils ont discuté de la probable guerre russo-turque de 1877-1878, de ses résultats possibles et de ce qui devrait se produire dans chaque scénario. 
La dernière convention de Budapest de 1877 a confirmé les principaux points, mais lorsque la guerre s'est terminée avec le traité de San Stefano en 1878, les termes du traité étaient très différents, ce qui a amené l'Autriche à insister pour convoquer une révision au Congrès de Berlin plus tard cette année-là. Ces événements ont jeté les bases de la crise bulgare subséquente de 1885-1888 et, finalement, de la Première Guerre mondiale,,.

## Format
Les négociations se sont déroulées dans un cadre privé et presque informel. Il est significatif que les résultats de la réunion n'aient pas été consignés, de sorte que les points de vue autrichien et russe sur ce qui a été convenu différaient considérablement. Il n'y avait ni convention formelle signée ni même de protocole signé. Le procès-verbal a été dicté séparément par Andrassy et Gorchakov, suggérant qu'aucune des parties ne faisait vraiment confiance à l'autre. La nature de la mise sous tutelle de la Bosnie et de l'Herzegovine par l'Autriche est restée controversée. Ce sont ces incohérences qui ont nécessité de nouvelles discussions lors de la Conférence de Constantinople et de la Convention de Budapest qui a suivi, bien qu'elles aient largement confirmé ou modifié les discussions de Reichstadt.

## Modalités de l'accord
Les chrétiens des Balkans gagnent une certaine indépendance. 
L'Autriche permet à la Russie de faire des gains territoriaux en Bessarabie et dans le Caucase. 
La Russie permet à l'Autriche d'annexer la Bosnie. 
La Russie et l'Autriche conviennent de ne pas créer un grand État slave dans les Balkans. 

## Implications
Cela signifiait effectivement que l'Autriche assurait à la Russie de rester à l'écart d'une guerre entre la Russie et l'Empire ottoman. Cela signifiait également que les Autrichiens et les Russes s'entendaient sur la façon dont les Balkans seraient divisés en cas de victoire russe. 

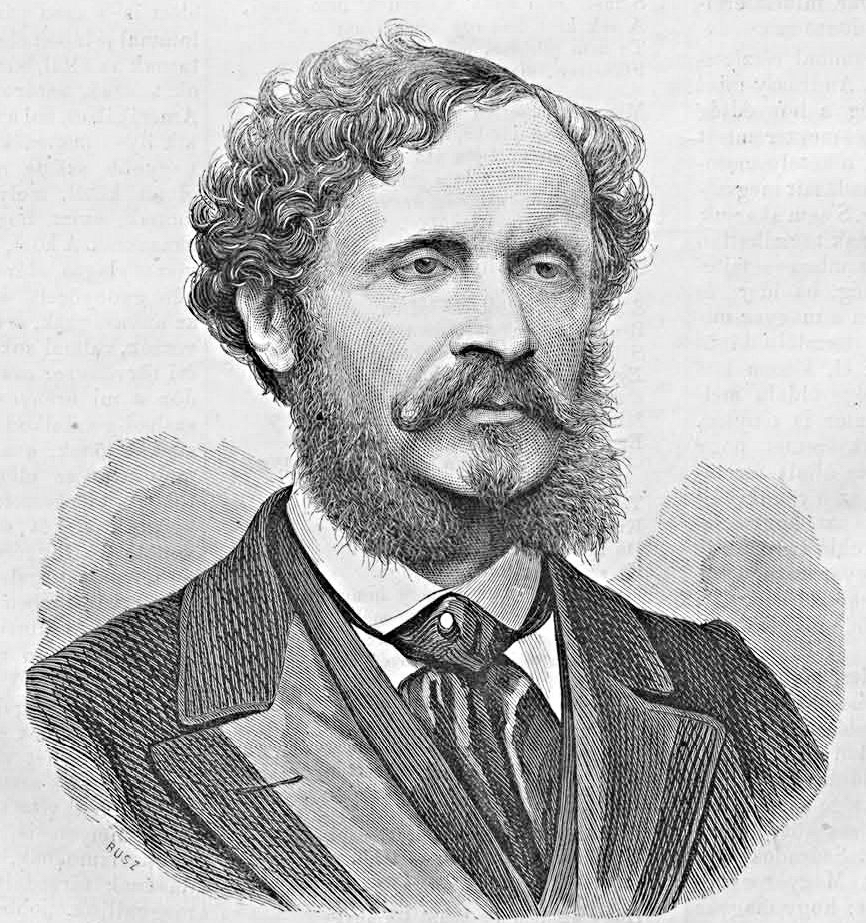
Andrassy
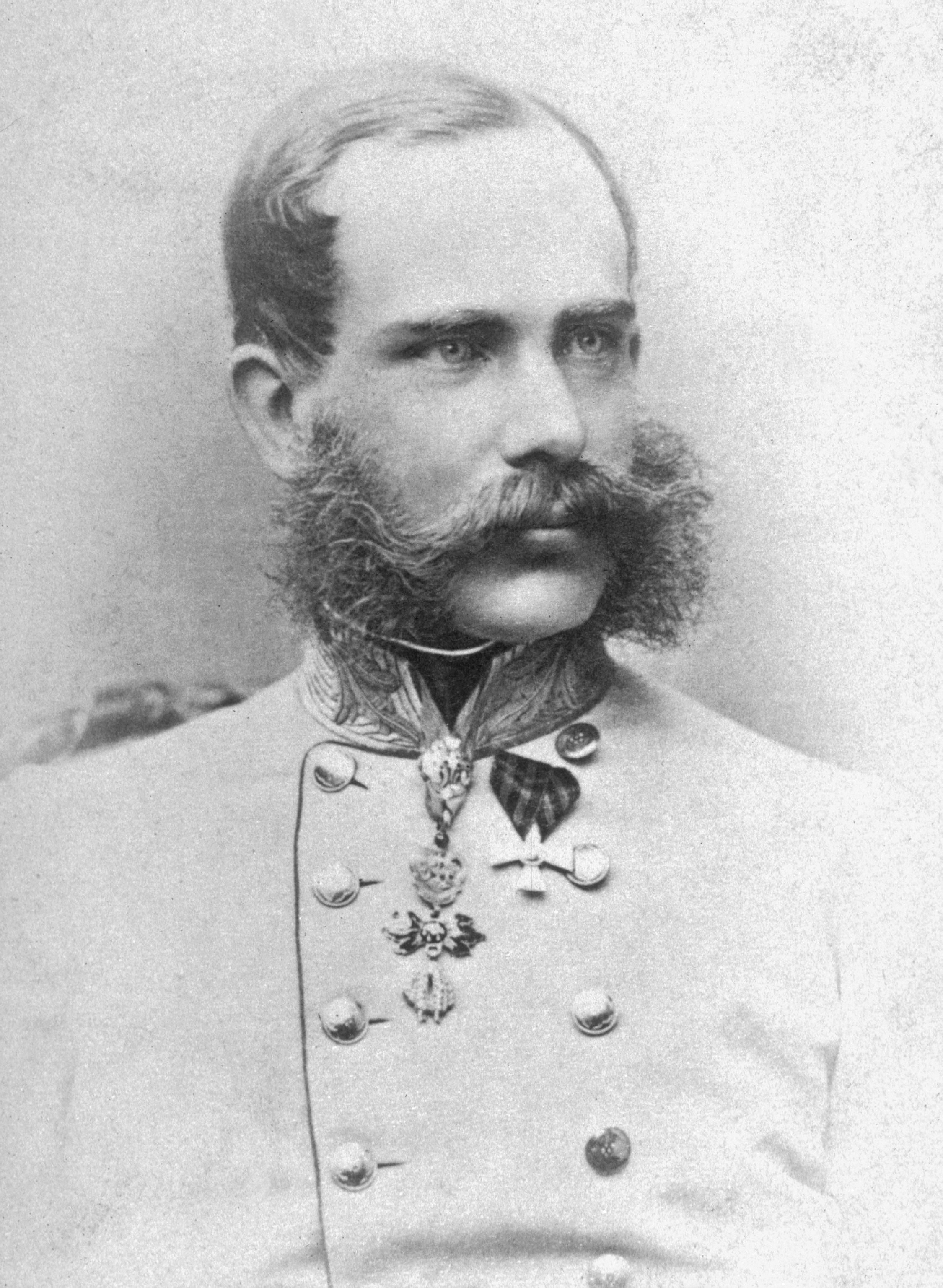
Francois-Joseph
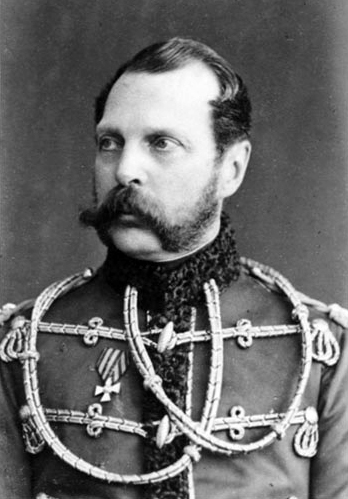
Alexandre II.
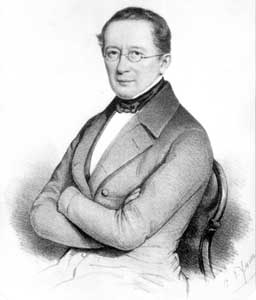
Gorchakov

## Voir également
- Histoire de l'Autriche
- Crise bulgare (1885–1888)